# Szalachy család
A szalacsi és nagytanyi Szalachy család egy régi magyar nemesi család, amely Bihar-, Komárom-, Győr- valamint Pest vármegyében virágzott.

## Története
A Szalachy Gáspár a címereslevelet Bocskai István erdélyi fejedelemtől 1606. február 8.-án szerezte meg, melyet ugyanaz évben Biharban és Abaújban hirdettek ki. Átíratott III. Károly magyar király rendeletére 1732. november 29-én. A család Bihar megyében élt a 17. században. Szalachy Sámuel Komárom megyébe költözvén, utódai elszármaztak más szomszédos vármegyékbe is. Nemességüket 1732. Komárom megye, 1832. pedig Győr megye hirdette ki. Az 1754/55. évi országos nemesi összeíráskor pedig Komárom megyében József, Pozsony megyében István vétettek fel a kétségtelen nemesek közé. Szalachy István (1741–†?), földbirtokos kétszer nősült meg. Első felesége Komáromy Katalin, akitől született: Szalachy Sámuel (1771–†?), aki külön ágat alapított. Szalachy István második neje Körmendy Erzsébet, akitől született Szalachy Zsigmond (1792–†?), Szalachy József (1799–1871), és Szalachy Antal (1802–†?); az utóbbi vitte tovább a családot.

### Sámuel ága
Szalachy István és Komáromy Katalin fia, Szalachy Sámuel (Komárom, 1771. január 3.–†?), aki feleségül vette csuzi Rusa Lidia kisasszonyt. Frigyükből született Szalachy Lajos (1812–1899), akinek a felesége Rabl Teréz (1830–1909) lett. Szalachy Lajos és Rabl Teréz házasságából két fiúgyermek született: Szalachy Lajos (1852–1915), királyi tanácsos, földbirtokos, Szalachy Ferenc (1854–1925), akinek a neje bábai Bay Irén (1870–1943) volt; Szalachy Ferencné Bay Irén szülei bábai Bay Géza (1846–1903), nagybirtokos, országgyűlési képviselő, Győr vármegye törvényhasági tagja, és verbói Slzuha Hermin (1848–1922) voltak. Szalachy Lajosnak négy leánygyermeke is született Rabl Teréztől: Szalachy Irén, Szalachy Ilona, akinek a férje, báró Boemelburg József, Szalachy Margit, illetve Szalachy Eszter.

### Antal ága
A lutheránus nemesi származású Szalachy Istvánnak és Körmendy Erzsébetnek a fia, Szalachy Antal (1802–1884), táblabíró, földbirtokos. Szalachy Antal feleségül vette a jómódú győri római katolikus polgári Schandl családból való Schandl Terézia (1802-1887) kisasszonyt, akinek a szülei Schandl János (1758-1826), Észak-Komárom város tanácsosa, borkereskedő, polgár, és Oszvald Eleonóra (1769-1805) úrnő voltak. Szalachy Antalné Schandl Terézia anyai nagybátyja Osvald Jakab (1764-1826) komáromi szenátor, Komárom szabad királyi város kapitánya (senator et capitaneus L. R. Civitattis Comaromiensis) volt. Szalachy Antalnak a felesége révén két sógora: Schandl János (1799–1881), Győr szabad királyi város képviselője az 1848-as szabadságharc alatt, Győr községi tanácsosa, győri bérháztulajdonos, gyümölcs- és gabonakereskedő, dunasztenpáli földbirtokos, valamint Schandl József (1801-1860) győri gyógyszerész. Szalachy Antalné Schandl Teréziának az egyik unokahúga Schandl Franciska (1841–1907), akinek a férje nemes Argay István (1826–1916), orvos, az 1848-as szabadságharc honvéd, háromféle tudori oklevél tulajdonosa, a pápai Szent Szilvester- és az Aranysarkantyús-rend lovagja, földbirtokos volt. Két másik unokahúga Schandl Klementina (1835–1884), akinek a férje tótváradjai Kornis Pál (1824–1876), ügyvéd, 1848-as honvédszázados, földbirtokos, illetve Schandl Alojzia (1837–1915), akinek a férje nemeskéri Kiss István (1833–1884), gyógyszerész, nemesvidi és marcali gyógyszertártulajdonos. Szalachy Antal az 1830-as években gabonakereskedő (quaestor frugum) volt Győrben, majd az 1840-es években Pesten lakott táblabíróként tevékenykedett és a gyermekeit a kálvin téri református templomban keresztelték meg. Pest városának dunaparti vámját Szalacsy Antal az 1850-es években bérben tartotta és a gabona, gyapjú stb. vámját neki kellett fizetni. Az 1846-ban megalapitott A magyar tengerhajózó társaság egyik bizottmányi tagja lett Szalachy Antal. 1847-ben Szalachy Antalt a Magyar kereskedelmi társaság egyik választmányi tagjává választották.
Szalachy Antal táblabíró és Schandl Terézia frigyéből született idősebb Szalachy Sándor (1835–1901), sződi földbirtokos, Pest vármegye bizottsági tagja, aki 1863. július 9-én Bölcskén, feleségül vette a református felekezetű Kurz Julianna (1842–1908) kisasszonyt, akinek a szülei Kurz Ferenc (1813–1875), földbirtokos, és nemesoroszi Mótsy Johanna (1820–1900) asszony voltak. Kurz Ferencné nemesoroszi Mótsy Johannának az apja nemesoroszi Mótsy Mihály izsáki református prédikátor volt. Szalachy Sándorné Kurz Juliannának fivérei Kurz Vilmos (1852–1926), királyi tanácsos, Tolna vármegye árvaszéki elnöke, valamint Kurz Béla (1856–1924), Bölcske községi főjegyzője voltak.
Idősebb Szalachy Sándor a Pest vármegyei Sződre költözött, ahol földbirtokos lett; apja Szalachy Antal Vácon 1884-ben, anyja Szalachy Antalné Schandl Terézia 1887-ben Sződön hunt el. Az ottani eklektikus családi kúriát idősebb Szalachy Sándor 1872 körül építette, később fia, Szalachy Béla huszárfőhadnagy tulajdonába került.
Idősebb Szalachy Sándor (1835–1901) és Kurtz Julianna egyik fia, ifjabb Szalachy Sándor (1864–1911), huszár őrnagy, földbirtokos, aki az ősrégi nemesi nagykállói Kállay családnak a sarját, nagykállói Kállay Adrienn (1878–1950) kisasszonyt vette el. A menyasszony szülei nagykállói Kállay Jenő (1853–1892), császári és királyi kamarás, földbirtokos és nagykállói Kállay Mária Zsuzsanna (1857–1938) voltak.
Idősebb Szalachy Sándornak (1835–1901) és Kurtz Juliannának egy másik fia, Szalachy Béla (1868–1945), császári és királyi kapitány a 10. huszárezredben, földbirtokos, aki szintén előkelő házasságot kötött: feleségül vette az ősrégi főnemesi báró vargyasi Daniel családnak a sarját, báró vargyasi Daniel Anna (1883–1987) kisasszonyt, akinek a szülei báró vargyasi Daniel Gábor (1854–1919), országgyűlési képviselő, a képviselőház alelnöke, valóságos belső titkos tanácsos, földbirtokos és tolcsvai báró Korányi Malvin (1862–1942) asszony voltak. A menyasszony apai nagyszülei idősebb báró vargyasi Daniel Gábor (1824–1915), magyar politikus, 1848-as kormánybiztos, Udvarhely vármegye főispánja, földbirtokos és báró plankensteini Rauber Mária (1831–1887) voltak. Az anyai nagyszülei tolcsvai báró Korányi Frigyes (1827–1913) a márciusi ifjak egyike, belgyógyász, egyetemi tanár, a Magyar Tudományos Akadémia levelező tagja, a magyarországi orvostudomány egyik korai meghatározó alakja, és tolcsvai Bónis Malvin (1841–1926) voltak.
Szalachy Béla és báró Daniel Anna házasságából 4 fiúgyermek született: Szalachy Miklós (1909–1953), Szalachy Pál (1911–1993), Szalachy Béla (1915–2005), mezőgazdász, földbirtokos és Szalachy István (1920–2008). Ifjabb Szalachy Béla 1948. október 14..én vette el Budapesten az előkelő nemesi származású báró Buttler Klára (1926–2017) kisasszonyt, akinek a szülei dr. báró Buttler Elemér (1889–1970), jogász, országgyűlési képviselő, szkv. főhadnagy, és lovasi Lovássy Klára (1898–1946) asszony voltak. A menyasszonynak az apai nagyszülei báró Buttler Ervin (1857–1927) és sztregovai Madách Sarolta (1862–1953) voltak. Az anyai nagyszülei lovasi Lovassy Ferenc (1862–1915), és báró kisfaludi és lubellei Lipthay Ilona (1863–1918) voltak.
Szalachy Béla és báró Daniel Anna legkisebb fia Apcon 1951. október 31-én feleségül vette az ősrégi nemesi származású liptószentiványi Szent-Iványi Ella (1925–2002) kisasszonyt, akinek a szülei liptószentiványi Szent-Iványi Farkas (1889–1961), és gróf Zichy Anna (1896–1971) asszony voltak. A menyasszonynak az apai nagyszülei liptószentiványi Szent-Iványi Farkas (1861–1923), császári és királyi kamarás, földbirtokos és báji Patay Jolán (1867–1928) voltak. Az anyai nagyszülei gróf zicsi és vázsonykői Zichy Kázmér (1868–1955) magyar nagybirtokos, vadász, író, és herceg Odescalchi Ilona (1859–1932) voltak.
Egy másik fiúgyermeke Szalachy Antalnak és Schandl Teréziának Szalachy László (1849) volt, akinek a felesége Zirl Emma lett. Tőle született Szalachy Ilona, Szalachy Emma, illetve Szalachy Richárd, akinek a neje Antóny Valéria lett.

## A család leszármazása
- A1 István, gabonakereskedő. 1.f.: Komáromy Katalin 2.f.: Körmendy Erzsébet.
  - B1 (első nejétől) Gáspár (*Észak-Komárom, 1769. április 20.)
  - B2 (első nejétől) Sámuel (*Észak-Komárom, 1771. január 3.–†?), földbirtokos. Felesége: csúzi Rusa Lidia.
    - C1 Lajos (*1812–†Győr, 1899. április 11.), gabonakereskedő. Felesége: Rabl Teréz (*1830–†Győr, 1909. január 15.)
      - D1 Lajos (*Győr, 1852. április 21.–†Győr, 1915. július 30.), királyi tanácsos, a Győri ev. ref. egyházközség főgondnoka, Győrvármegye törvényhatósági bizottságának a tagja, földbirtokos.
      - D3 Blanka (*Győr, 1853. október 7.)
      - D3 Ferenc (*Győr, 1854. december 11.–†Győr, 1925. március 17.), kormány-főtanácsos, földbirtokos. Felesége: bábai Bay Irén Margit Stefánia (*Mindszentpuszta, 1870. július 18.–†Budapest, 1943. március 18.).
      - D4 Irén
      - D5 Ilona (*Győr, 1856. április 6.–†Budapest (I. kerület), 1934. február 2.). Férje: báró maygadesseni Boemelburg József (*1845.–†Budapest, 1917. július 20.), cs. és kir. lovassági kapitány.
      - D6 Margit (*Győr, 1857. december 18.–†Győr, 1938. május 17.)
      - D7 Eszter (*Győr, 1860. november 17.–)

  - B3 (első nejétől) József (Észak-Komárom, 1773. július 15.)
  - B4 (második nejétől) Zsigmond (1792–†?). Felesége: Kathona Julianna (*1804.–†Csúz, 1869. október 9.).
    - C1 István (*1821.–†Csúz, 1876. július 12.), csúzi közbirtokos. Kirchnopf Julianna (*1838.–†Csúz, 1900. május 22.)
      - D1 Mária (1858.–†Csúz, 1876. december 26.)
      - D2 Julianna (1865.–†Csúz, 1911. július 28.). Férje: Kálmán Rudolf (*1861.–†Csúz, 1914. szeptember 5.), Komárom vármegye és Komárom szabad királyi város főispánja, a komáromi református egyházmegye főgondnoka, földbirtokos.
      - D3 Gizella. Férje: Osztraviczky István.

  - B5 (második nejétől) József (*1799.–†Győr, 1871. január 20.) táblabíró. Felesége: nemes Vörös Teréz (*1813–†Pest, 1860. szeptember 19.)
    - C1 Miklós (Győr, 1833. november 27.–)
    - C2 Terézia Julianna (Győr, 1835. augusztus 19.–)
    - C3 Etelka (Győr, 1837. május 5.–Bőny, 1916. március 14.). Férje: báró Bothmer Gusztáv (1824.–Bőny, 1900. október 29.)
    - C4 Julianna Alojzia (Győr, 1838. július 31.)
    - C5 Kálmán „Farkas” (Győr, 1840. október 17.–Bőny, 1884. október 27.). Felesége: Kovács Sebestyén Ilona (1850.–Petrivente, 1917. szeptember 17.).

  - B6 (második nejétől) Antal (*1802–†Pest, 1884. június 3.), táblabíró, terménykereskedő. Felesége: Schandl Terézia (Észak-Komárom, 1802. december 30.–Felsőgöd, 1887. január 30.), a győri jómódú polgári Schandl család sarja.
    - C1 Móric Antal (*Győr, 1830. augusztus 24.)
    - C2 Emília Anna „Emma”  (*Győr, 1832. június 16.–†Baja, 1918. január 3.). Férje: nagymányai Koller Imre.
    - C3 Otília Terézia Alojzia (Győr, 1833. november 22.–Pestszentlőrinc, 1919. június 5.). Férje: nemes Houchard Ferenc (1823.–Gomba, 1905. március 29.), országgyűlési képviselő, tengerész, a Budapesti csavargőzös átkelési vállalat igazgatója.
    - C4 idősebb Sándor (*Győr, 1835. február 28.–†Sződ, 1901. szeptember 24.), sződi földbirtokos, Pest vármegye bizottsági tagja. Neje: Kurz Julianna (*Bölcske, 1842. január 14.–†Sződ, 1908. december 4.).
      - D1 ifjabb Sándor Ferenc (*Bölcske, 1864. június 27.–Gyula, 1911. december 20.), huszár őrnagy, földbirtokos. Felesége: nagykállói Kállay Adrienn (Oros, 1878. június 16.–Tobelbad, 1950. január 29.).
      - D2 Zsigmond Géza (*Sződ, 1866. december 7.)
      - D3 Béla (*Bölcske, 1868. május 14.–†Sárosfa, 1945. január 28.), császári és királyi kapitány a 10. huszárezredben, földbirtokos. Felesége: báró vargyasi Daniel Anna (*Pécel, 1883. május 31.–Dunaharaszti, 1987. január 16.), báró vargyasi vargyasi Daniel Gábor országgyűlési képviselő és tolcsvai báró Korányi Malvin lánya.
        - E1 Miklós (Sződ, 1909. július–†Kosd, 1953.), földbirtokos. Neje: Balásy Éva.
        - E2 Pál (1911–1993)
        - E3 Béla (Sződ, 1915. szeptember 5.–†Lisogne, Belgium, 2005. október 19.), okl. mezőgazdász. Felesége: báró Buttler Klára (Kelecsénypuszta, 1926. december 15.–†Ottignies, Belgium, 2017. február 5.), báró Buttler Elemér országgyűlési képviselő és Lovass Klára lánya.
          - F1 Johanna (*Budapest, 1949. szeptember 22.–)
          - F2 Hubertus Béla (*Budapest, 1953. január 29.–)
          - F3 Nicolette (*Gent, 1957. június 16.–), Verhaagen Freddyné.

        - E4 István (Sződ, 1920. június 12.–Bécs, 2008. május 19.), földbirtokos. Neje: liptószentiványi Szent-Iványi Ella (Apc, 1925. október 14.–Mödling, Ausztria,2002. október 2.)
          - F1 István (*Pásztó, 1953. január 3.) Neje: Vogelsinger Martina.
          - F2 Katalin (*Budapest, 1954. március 13.). Férje: báró fraydeneggi és monzelloi Fraydt Hans Georg
          - F3 János (*Bécs, 1957. június 17.). Felesége: Schaup Elisabeth
          - F4 Miklós (*Bécs, 1967. augusztus 25.)

      - D4 Julianna Margit (*Sződ, 1870. június 6.). Férje: nagykállói Kállay Ubul (*Oros, 1875. június 8.), császári és király huszárhadnagy, a Magyar Heraldikai és Genealógiai Társaság választmányi tagja.
      - D5 Ilona (*Sződ, 1874. február 16.–Leányfalu, 1944. október 4.). Férje: nemes Cserny Károly (*Bécs, 1863. augusztus 9.–Leányfalu, 1933. március 14.), országgyűlési képviselő, miniszteri tanácsos.
      - D6 Erzsébet Terézia  (*Sződ, 1876. május 16.). Férje: nemes Horváth László (1867.–Budapest, 1936 április 3.), tábornok, a Lipót-rend, vaskoronarend tulajdonosa.
      - D7 György (*Sződ, 1878 április 4.)
      - D8 József (*Sződ, 1880. február 17.)
      - D9 Andor  (*Sződ, 1886. február 21.)

    - C6 Mária Aurélia (*Győr, 1836. szeptember 25.–Fajkürt, 1910. július 25.). Férje: adamóczi Ambró István (*1831–Fajkürt, 1913. augusztus 13.), nagybirtokos.
    - C7 Gyula Jenő (*Pest, 1842. december 13.)
    - C8Antal (*Abony, 1844. február 7.)
    - C9 Lídia (*Pest, 1845. január 23.–Fajkürt, 1898. október 10.). Férje: iglói Szontagh Ábrahám (Dobsina, 1830. január 16. – Budapest, 1902. március 21.) orvosdoktor, homoeopata gyakorló orvos.
    - C10 Rudolf László (*Pest, 1849. április 17.), földbirtokos. Felesége: Zirl Emma. 
      - D1 Rezső Antal (*Pest, 1874. április 19.–Pest, 1913. november 30.), állami tanítóképző intézeti tanár[24]
      - D2 Ilona Irma (*Borsosberény, 1877. február 24.)
      - D3 Emma Jolán  (*Borsosberény, 1879. április 28.)
      - D5 Richárd Jenő (*Győr, 1882. április 14.). Neje: Antóny Valéria.

## A család címere
A Szalachy család címere (1606): "Kék mezőben zöld földön vörös ruhás és fehér mantikával övezett férfi jobbjával földre magot vet, melyeket röpködő madarak vesznek körül, baljában pedig kardot tart". Sisakdísz: "3 búzakalász".

## Jelentősebb családtagok
- ifjabb Szalachy Sándor (1864–1911), huszár őrnagy, földbirtokos.
- idősebb Szalachy Béla (1868–1945), császári és királyi kapitány a 10. huszárezredben, földbirtokos.